# Colayrac-Saint-Cirq
Colayrac-Saint-Cirq is een gemeente in het Franse departement Lot-et-Garonne (regio Nouvelle-Aquitaine). De plaats maakt deel uit van het arrondissement Agen. Colayrac-Saint-Cirq telde op 1 januari 2022 3.106 inwoners.

## Geografie
De oppervlakte van Colayrac-Saint-Cirq bedroeg op 1 januari 2022 21,36 vierkante kilometer; de bevolkingsdichtheid was toen 145,4 inwoners per km².

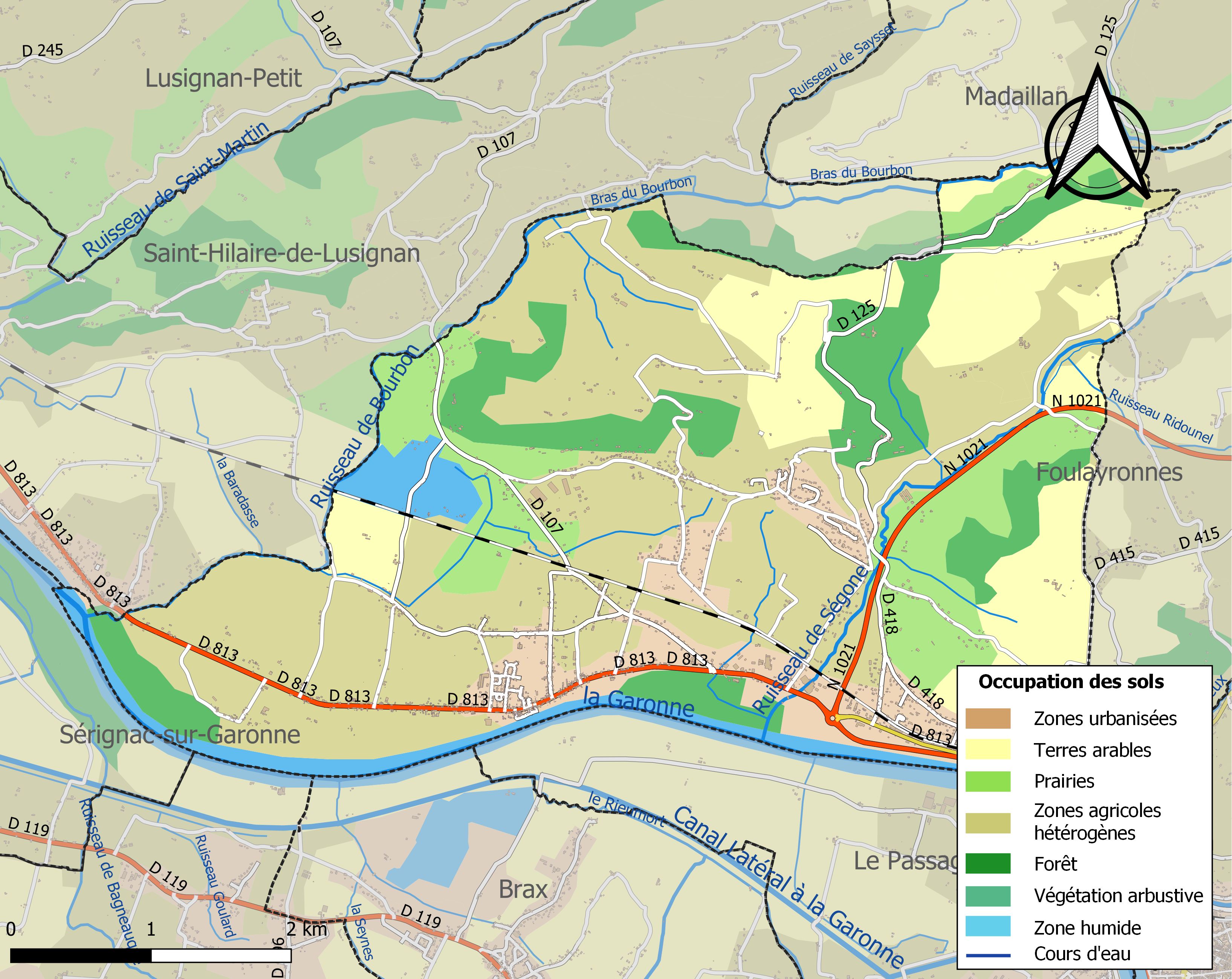
Kaart van de gemeente met de belangrijkste infrastructuur, bodemgebruik en omliggende gemeenten

## Demografie
Onderstaande figuur toont het verloop van het inwonertal (bron: INSEE-tellingen).